# Heinrich Kämper Motorenfabrik
Heinrich Kämper Motorenfabrik war ein deutscher Hersteller von Motoren und Automobilen.

## Unternehmensgeschichte

Aktie über 1000 RM der Heinrich Kämper Motorenfabrik AG vom Juli 1934

Das Unternehmen wurde 1901 vom Maschinenbauingenieur Heinrich Kämper als Kommanditgesellschaft gegründet. Der Standort war an der Kurfürstenstraße 146 in Berlin W35. Die Produktion von Motoren begann. Im März 1903 präsentierte Kämper Ein- und Zweizylindermotoren für Automobile und Boote auf der Deutschen Automobilausstellung in Berlin. 1905 begann die Produktion von Automobilen. Der Markenname lautete Kämper. Schon 1906 endete die Automobilproduktion wieder. Im gleichen Jahr verlegte der Betrieb seinen Sitz nach Berlin-Mariendorf an den Seelbuschring 9–17, ab 1915 nach Berlin-Marienfelde auf ein Firmengrundstück an der Großbeerenstraße 174. Ab 1920 beschäftigte sich Kämper erfolgreich mit der Entwicklung von Dieselmotoren, die insbesondere in Schleppern, Kleinlokomotiven und Baggern Verwendung fanden. Während des Zweiten Weltkrieges wurde das Unternehmen in den Duisburger Demag-Konzern eingegliedert und auf dem Marienfelder Werksgelände befanden sich zu dieser Zeit mehrere Zwangsarbeiterbaracken. Die Nachkriegskonstruktion eines Kämper-Raupenschleppers ging nicht in die Serienfertigung und das Unternehmen existierte als Motorenhersteller noch bis etwa 1955.

## Fahrzeuge
Im Angebot stand nur ein Modell. Es war mit einem Vierzylindermotor mit 8 PS Leistung ausgestattet. Die meisten Fahrzeuge wurden als Taxi eingesetzt.